# Massenexzess

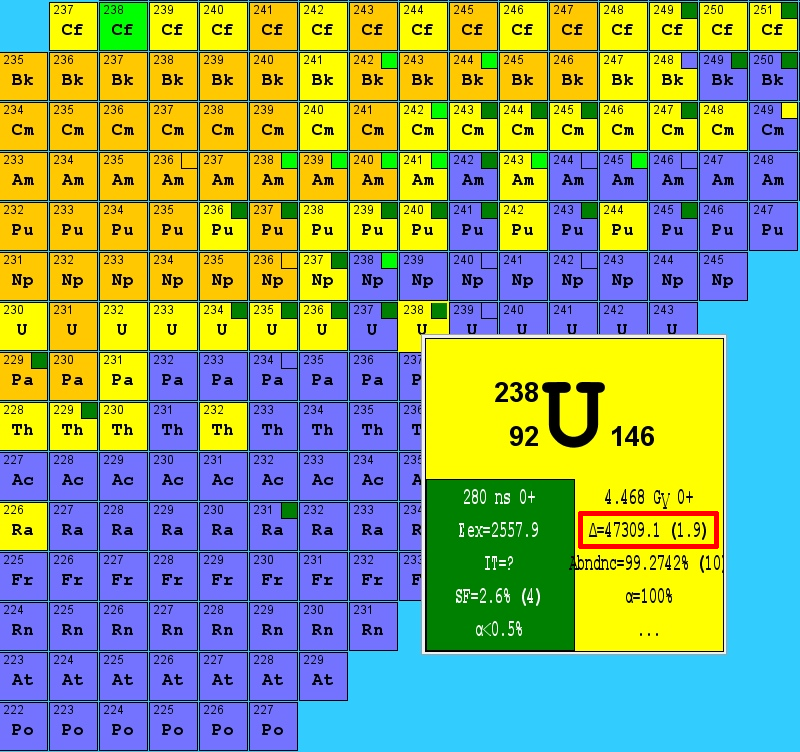
Massenexzess (rot markiert, in keV) und andere Daten des Nuklids ^{238}U (Datenquelle: Nubase 2012, graphische Darstellung: Kerndatenbetrachter JANIS 4)

Der Massenexzess (englisch Mass excess) oder Massenüberschuss eines Nuklids ist eine aus der Atommasse und der Nukleonenzahl gebildete Hilfsgröße in der Kernphysik. Sie erleichtert Berechnungen, in denen die direkte Verwendung der Atommassenwerte zu unbequem großen Zahlen führen würde.
Der Massenexzess wird üblicherweise als Energie in der Einheit keV angegeben. Als Formelzeichen wird oft {\displaystyle \Delta } (großes Delta) verwendet.
Bis 1993 wurden in gebräuchlichen Tabellenwerken die Massenexzesse an Stelle der aus Messergebnissen ermittelten Atommassen veröffentlicht. Seit 1995 enthalten diese Tabellen zwar beide Angaben, viele Spezialisten auf Gebieten wie etwa der Berechnung von Kernreaktoren bevorzugen aber nach wie vor den Massenexzess. Der Kerndatenbetrachter JANIS 4 der NEA (Stand 2016) beispielsweise zeigt nicht die Masse, sondern nur den Massenexzess jedes Nuklids. Auch die in der Chemie verwendeten Atomgewichte werden aus den Massenexzessen berechnet.
Die Größen Massenexzess (bzw. Massenüberschuss) und Massendefekt – oder zumindest ihre Bezeichnungen – werden gelegentlich auch in wissenschaftlicher Literatur verwechselt. Während der Massendefekt als Äquivalent der Bindungsenergie eines Atomkerns eine offensichtliche physikalische Bedeutung besitzt, ist der Massenexzess als eine nützliche rechnerische Hilfsgröße anzusehen.

## Definition
Der Massenexzess {\displaystyle \Delta } ist definiert als die Differenz aus der tatsächlichen Atommasse {\displaystyle \textstyle m} und einer fiktiven, mit der Nukleonenzahl {\displaystyle \textstyle A} des Nuklids und der atomaren Masseneinheit {\displaystyle \mathrm {u} } gebildeten Masse {\displaystyle \textstyle A\cdot \mathrm {u} }: 
{\displaystyle \Delta =m-A\mathrm {u} }.
Wegen der Masse-Energie-Äquivalenz kann man diese Massendifferenz mit Hilfe der Lichtgeschwindigkeit {\displaystyle \textstyle c} gemäß {\displaystyle \textstyle E=m\cdot c^{2}} in ihre äquivalente Energie umrechnen, die mit demselben Buchstaben  {\displaystyle \Delta } bezeichnet wird:
{\displaystyle \Delta =mc^{2}-A\mathrm {u} c^{2}=\left({\frac {m}{\mathrm {u} }}-A\right)\cdot \mathrm {u} \cdot c^{2}}.
Dadurch erklärt sich die übliche Angabe des Massenexzesses in der Energieeinheit keV.
In der Literatur, auch in den hier zitierten Atomic mass evaluations, findet man meist nur die kurze („laxe“) Definition:{\displaystyle \Delta =m\ ({\text{in}}\ {\text{u}})-A}.

## Wertebereich

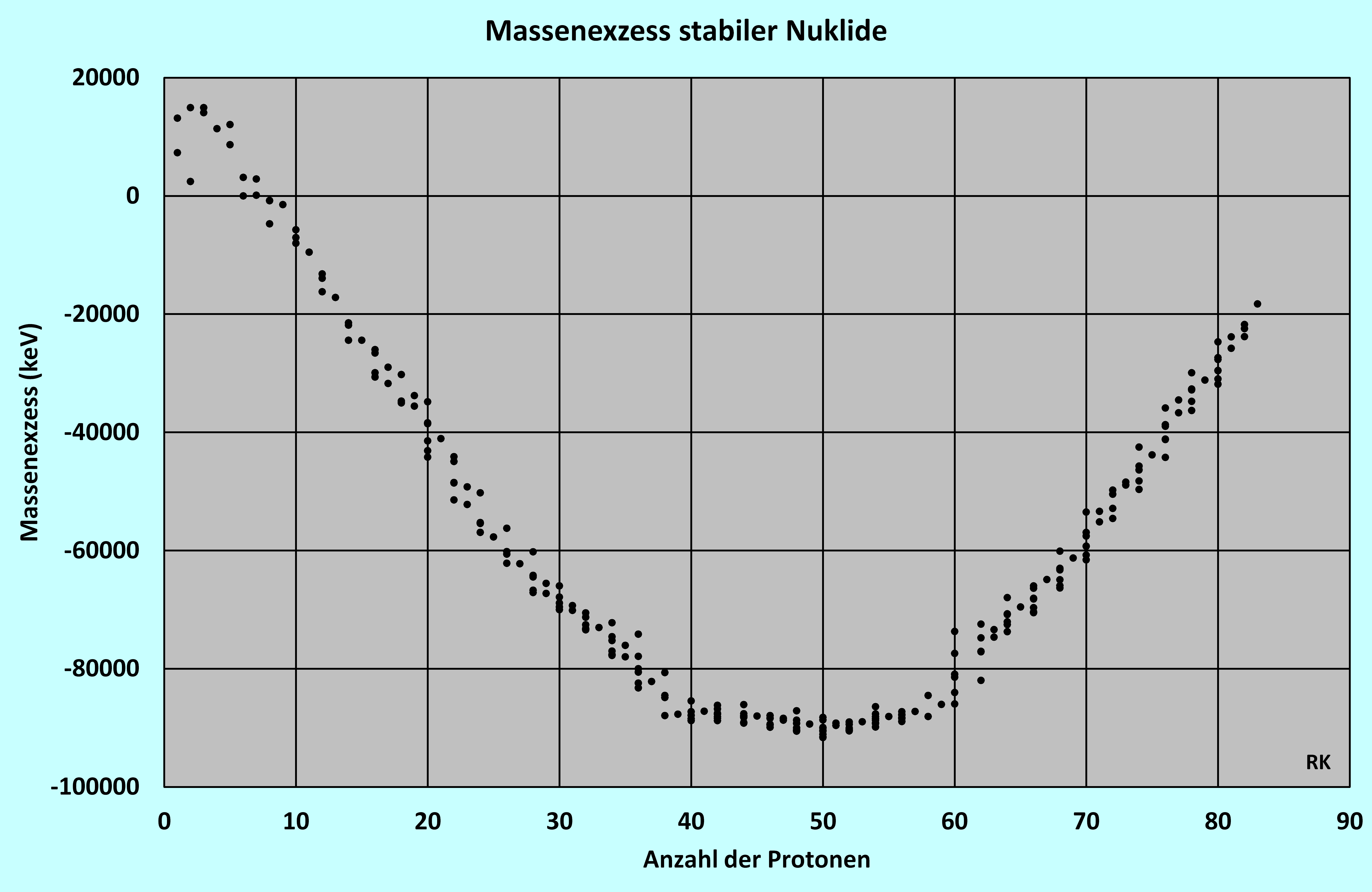
Massenexzess aller stabiler Nuklide als Funktion der Anzahl der Protonen (Ordnungszahl)

Der Massenexzess aller bekannten Nuklide liegt zwischen ca. −90 000 keV (124Te) und ca. +200 000 keV (294Og). Auf Grund der Definition der atomaren Masseneinheit beträgt der Massenexzess von 12C exakt 0 keV. Die Massenexzesse aller stabilen Nuklide ab 16O sind negativ (siehe Abbildung). Das bedeutet, für das Nuklid 16O und alle schwereren stabilen Nuklide ist der Zahlenwert Au der Atommasse etwas kleiner als die Nukleonenzahl A, z. B. m(16O) = 15,994915 u. Das zu wissen kann in der Praxis hilfreich sein (Sichtkontrolle auf grobe Datenfehler).
Die Atommassen selbst werden erst seit dem Jahr 1983 in die Datenlisten der Atomic mass evaluation aufgenommen, und zwar in der Einheit µu.

## Zusammenhang mit dem Massendefekt
Die Definition des Massendefekts {\displaystyle \Delta m} ist
{\displaystyle \Delta m=N\cdot m_{n}+Z\cdot m(^{1}H)-m}.
Der Zusammenhang zwischen Massendefekt {\displaystyle \Delta m} und Massenexzess {\displaystyle \Delta } ist daher
{\displaystyle \Delta m=N\cdot m_{n}+Z\cdot m(^{1}H)-A\cdot {\text{u}}-{\frac {\Delta }{c^{2}}}=N\cdot (m_{n}-{\text{u}})+Z\cdot (m(^{1}H)-{\text{u}})-{\frac {\Delta }{c^{2}}}}.
Dabei bedeuten {\displaystyle N} die Neutronenzahl, {\displaystyle Z} die Protonenzahl und {\displaystyle A} die Summe von beiden, die Nukleonenzahl, {\displaystyle m_{n}} die Masse eines Neutrons und {\displaystyle m(^{1}H)} die Atommasse des leichten Wasserstoffs.

## Berechnung des Q-Werts einer Kernreaktion aus den Massenexzessen
Die Größe Massenexzess ist zur Berechnung der Energiebilanz einer Kernreaktion zweckmäßig. Mit den Massenexzessen aller an der Kernreaktion beteiligten Teilchen lässt sich die Energiebilanz, der Q-Wert, berechnen, ohne dass Differenzen allzu großer Zahlen auftreten. Seien {\displaystyle m_{1}} und {\displaystyle m_{2}} die Massen der reagierenden Teilchen und {\displaystyle m_{3}} und {\displaystyle m_{4}} die Massen der Produktteilchen, dann ist die Massenbilanz der Kernreaktion
{\displaystyle \Delta m=m_{1}+m_{2}-m_{3}-m_{4}}
und die Energiebilanz, der Q-Wert {\displaystyle Q}
{\displaystyle Q=\Delta E=\Delta m\cdot c^{2}=(m_{1}+m_{2}-m_{3}-m_{4})\cdot c^{2}}.
Mit den Massenexzessen {\displaystyle \Delta _{1},\ \Delta _{2},\ \Delta _{3},\ \Delta _{4}} der vier Teilchen und Berücksichtigung der Erhaltung der Gesamtzahl der Nukleonen, also
{\displaystyle A_{1}+A_{2}=A_{3}+A_{4}},
ergibt sich
{\displaystyle Q=\Delta E=\Delta _{1}+\Delta _{2}-\Delta _{3}-\Delta _{4}}.